# Tanjong Krueng (Kota Sigli)
Tanjong Krueng is een bestuurslaag in het regentschap Pidie van de provincie Atjeh, Indonesië. Tanjong Krueng telt 313 inwoners (volkstelling 2010).